# Габар, Франсуа

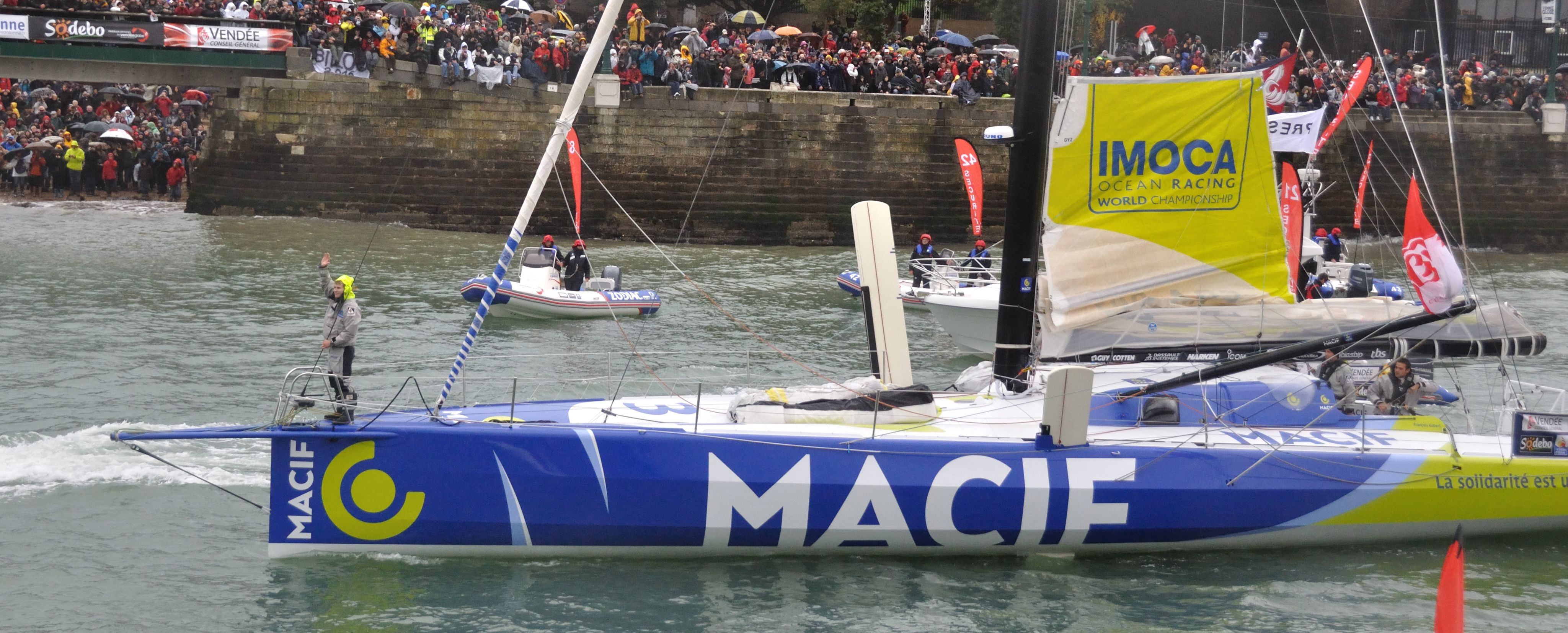
Франсуа Габар на яхте MACIF

Франсуа Габар (фр. François Gabart; род. 1983) — французский профессиональный яхтсмен, выигравший в 2013 году кругосветную регату Vendée Globe, преодолев дистанцию свыше 40 000 км за рекордное время — 78 дней 2 часа 16 минут 40 секунд. Также является владельцем рекорда одиночного cуточного перехода под парусом, составляющего 785 миль.

## Биография
Родился 23 марта 1983 года в городе Сен-Мишель департамента Шаранта, Франция.
Мать работала в суде города Ангулем. Отец, стоматолог, привёл мальчика в парусный спорт, где Франсуа начал с класса яхт «Оптимист» (служит для обучения детей основам парусного спорта). В 1989 году его родители взяли отпуск и отправились в путешествие всей семьёй на яхте Pesk Avel. В этом путешествии до США у их сына появился вкус к морским путешествиям на яхте.
Окончил Национальный институт прикладных наук Лиона, получив диплом инженера в области машиностроения в 2007 году. Занимается исследованиями в спорте высоких достижений в области яхт. В 2008 году стал участником программы Skipper Macif. В течение трех лет корпорация Intel сотрудничала с французским яхтсменом, помогая ему в проектировании одной из самых быстроходных яхт в мире, а также в совершенствовании её системы управления.
В настоящее время Франсуа Габар живет в городе Ла-Форе-Фуэнан департамента Финистер. Имеет сына Гюго от своей жены Генриетты (живёт в Норвегии), с которой он развёлся. В 2016 году Габар был комментатором соревнований по парусному спорту Олимпийских игр 2016 года для французской телекомпании France Télévisions.
В 2013 году за победу в регате Vendée Globe был награждён орденом Почётного легиона Французской Республики (кавалер), который он получил из рук президента Франции.
17 декабря 2017 года французский яхтсмен Франсуа Габар установил новый рекорд одиночного кругосветного плавания на парусном тримаране «Macif»: 42 дня 16 часов 40 минут и 35 секунд.